# التهاب الدماغ والنخاع الحاد المنتشر
التهاب الدماغ والنخاع المنتثر الحاد (ADEM) هو مرض متواسط بالمناعة يصيب الدماغ. وعادةً ما تتم الإصابة به بعد الإصابة بعدوى فيروسية، وقد يظهر عقب التطعيم (على الرغم من عدم وجود أي دليل سببي يثبت الصلة بين التطعيم والتهاب الدماغ والنخاع المنتثر الحاد)، وكذلك عقب التعرض لعدوى بكتيرية أو طفيلية، أو حتى يظهر بشكلٍ عفوي. ونظرًا لأن هذا المرض يتضمن زوال ميالين المناعة الذاتية، فإنه يشبه التصلب اللويحي، كما أنه يعتبر أحد أمراض التصلب المتعدد. ويبلغ معدل الإصابة به حوالي 8 من كل مليون نسمة سنويًا. وعلى الرغم من أنه يصيب جميع الأعمار، إلا أن معظم حالات الإصابة المسجلة عند الأطفال والمراهقين، ويتراوح متوسط أعمارهم بين 5 إلى 8 سنوات. ويصل معدل الوفيات نتيجة الإصابة بهذا المرض 5%، وتتراوح نسبة الشفاء التام منه بين 50 و75% من الحالات، بينما تتراوح نسبة الشفاء مع وجود بعض الإعاقات الطفيفة المتبقية بين 70% إلى 90%. ويتراوح متوسط الفترة اللازمة للشفاء من شهر إلى ستة أشهر.
ينتج عن التهاب الدماغ والنخاع المنتثر الحاد آفات التهابية متعددة تصيب الدماغ والنخاع الشوكي، وخاصةً المادة البيضاء في الجهاز العصبي المركزي. وتوجد معظم هذه الآفات عادةً في المادة البيضاء الوسطى وتحت القشرية والمَوصِل القشري الأبيض والرمادي في كُلٍّ من نصف الكرة المخية والمخيخ وجذع الدماغ والنخاع الشوكي، وكذلك قد تهاجم المادة البيضاء المحيطة بالبطين والمادة الرمادية في القشرة المخية والمهاد والعقد القاعدية.
في حالة تعرض المريض لأكثر من نوبة من زوال الميالين، يُسمى المرض في هذه الحالة التهاب الدماغ والنخاع المنتثر المتكرر أو التهاب الدماغ والنخاع المنتثر متعدد الأطوار(MDEM).

## تاريخ المرض وأسبابه
تشمل العدوى الفيروسية التي يُعتقد أنها تسبب التهاب الدماغ والنخاع المنتثر الحاد الآتي: فيروس الإنفلونزا والفيروس المعوي والحصبة والنكاف والحصبة الألمانية والفيروس النطاقي الحماقي وفيروس إبشتاين-بار والفيروس المضخم للخلايا وفيروس الحلأ البسيط والتهاب الكبد الوبائي أ وفيروس كوكساكي؛ بينما تشمل العدوى البكتيرية ما يلي: المفطورة الرئوية وبوريليا برغدورفيرية والبريمية والعقديات الحالة للدم بيتا. ويُعد الشكل البسيط من لقاح داء الكلب هو اللقاح الوحيد الذي ثبت أنه يسبب هذا المرض؛ إلا أن لقاحات التهاب الكبد ب والسعال الديكي والخناق والحصبة والنكاف والحصبة الألمانية والمكورة الرئوية والحماق والإنفلونزا والتهاب الدماغ الياباني وشلل الأطفال لها جميعًا صلة بالمرض. وتستخدم معظم الدراسات التي تربط بين التطعيم وبداية الإصابة بالتهاب الدماغ والنخاع المنتثر الحاد عينات صغيرة أو دراسات حالة. ولم تُظهر العديد من الدراسات الوبائية (على سبيل المثال، حول لقاح الحصبة والنكاف والحميراء أو لقاح الجدري) زيادة خطر الإصابة بالتهاب الدماغ والنخاع المنتثر الحاد بعد التطعيم. في حالات نادرة، قد تحدث الإصابة بهذا المرض بعد جراحة زراعة الأعضاء.ation. يبلغ معدل خطر الإصابة بالتهاب الدماغ والنخاع المنتثر الحاد نتيجة التطعيم ضد الحصبة  حوالي 1 إلى 2 من كل مليون نسمة.

## التهاب بيضاء الدماغ النزفي الحاد
التهاب بيضاء الدماغ النزفي الحاد (إيه إتش إل أو إيه إتش إل إي) المعروف أيضًا بعدة أسماء تشمل الاعتلال الدماغي الناخر الحاد (إيه إن إي) أو التهاب الدماغ والنخاع النزفي الحاد (إيه إتش إي إم) أو التهاب بيضاء الدماغ النزفي الناخر الحاد (إيه إن إتش إل إي) أو متلازمة ويستون هيرست أو مرض هيرست، هو شكل مفرط الحدة من التهاب الدماغ والنخاع المنتثر الحاد ومميت في كثير من الأحيان. ويُعد التهاب بيضاء الدماغ النزفي الحاد مرضًا نادرًا نسبيًا (تم رصد أقل من 100 حالة وفقًا لما ورد في الأدبيات الطبية اعتبارًا من عام 2006)،  وتم اكتشافه لدى نسبة تبلغ 2% تقريبًا من الحالات المصابة بالتهاب الدماغ والنخاع المنتثر الحاد. ومن خصائصه الإصابة بالتهاب وعائي ناخر للأوردة والنزيف الدموي والوذمة. وتكون حالات الوفاة نتيجة الإصابة بهذا المرض شائعة في الأسبوع الأول ويبلغ إجمالي نسبة الوفيات حوالي 70%, وعلى الرغم من ذلك، تشير بعض الشواهد والأدلة إلى زيادة معدل النتائج الجيدة بعد الخضوع لدورات علاجية مكثفة باستخدام الستيرويدات القشرية والغلوبلينات المناعية وسيكلوفوسفاميد، وتبادل البلازما. يعاني حوالي 70% من الناجين من عجز عصبي متبقٍ، ومع ذلك يظهر على بعض الناجين أضرار طفيفة على نحو يثير الدهشة إذا ما أخذنا في الاعتبار حجم المادة البيضاء المصابة.
وقد يقترن هذا المرض أحيانًا بالتهاب القولون التقرحي وداء كرون والإنتان الدموي المُصاحب للترسب المناعي المعقد وتسمم الميثانول، وغيرها من الحالات والأمراض الكامنة الأخرى.

## التهاب الدماغ والنخاع الأرجي التجريبي
يُعد التهاب الدماغ والنخاع الأرجي التجريبي (إي إيه إي) نموذجًا حيوانيًا لالتهاب وزوال الميالين بالجهاز العصبي المركزي، ويستخدم عادةً لدراسة علاجات التصلب اللويحي المحتملة. ونظرًا لأن التهاب الدماغ والنخاع الأرجي التجريبي مرض حاد أحادي الطور، فإنه أكثر شبهًا بالتهاب الدماغ والنخاع المنتثر الحاد عن التصلب اللويحي.

## وصلات خارجية
- Acute Disseminated Encephalomyelitis (ADEM) at myelitis.org